# Colette Mélot
Pour les articles homonymes, voir Mélot.
Colette Mélot, née le 20 avril 1947 à Sète (Hérault), est une femme politique française, membre des Républicains puis d'Agir. Elle est élue sénatrice de Seine-et-Marne en 2004.

## Biographie
Elle effectue des études secondaires au lycée Paul-Valéry de Sète puis des études supérieures au lycée français de Londres ainsi qu'à l'université Paul-Valéry-Montpellier, où elle obtient une licence ès-lettres et une maîtrise de littérature de langue anglaise.
Professeur certifié d'anglais de profession, elle adhère à l'UDF dans les années 1980 et rejoint l'UMP en 2002.
Elle est élue sénatrice de Seine-et-Marne le 26 septembre 2004. Elle est réélue en 2011.
À la suite des élections sénatoriales de 2014, elle occupe des fonctions au sein du bureau du Sénat, où elle est nommée secrétaire en 2014. Elle est également vice-présidente de la commission de la Culture, de l'Éducation et de la Communication et secrétaire de la commission des Affaires européennes et représentante du Sénat au conseil d'administration de l’INA. Dans le cadre des groupes interparlementaires d'amitié, elle est présidente du groupe France-Slovénie.
Elle soutient Bruno Le Maire pour la primaire présidentielle des Républicains de 2016. En septembre 2016, elle est nommée avec plusieurs personnalités membre du comité politique de la campagne.
Classée parmi les 100 sénateurs les plus actifs pour la période 2016-2017, elle est cependant évincée de la liste LR pour les élections sénatoriales de 2017, ce qu'elle dénonce. Elle se porte malgré tout candidate, dissidente de fait de son parti, en rejoignant alors la liste de la majorité présidentielle et est réélue sénatrice.
En novembre 2017, elle participe à la création d'Agir, la droite constructive.

## Mandats locaux
- Première adjointe au maire de Melun chargée du patrimoine, des affaires culturelles, du tourisme, des relations internationales, du protocole et des cérémonies officielles  de 2002 à 2014
- Adjointe au maire de Melun de 1983 à 2002
- Conseillère communautaire de la communauté d'Agglomération Melun-Val-de-Seine de 2001 à 2014

## Autres mandats
- Présidente de l'Association pour les relations internationales de Melun (ARIM) depuis 1989
- Membre titulaire du conseil d'administration de l'INA depuis 2015